# Liste der türkischen Botschafter in Kuwait
| Ernennung Akkreditierung | Botschafter           | Bemerkung | Ministerpräsident der Türkei | Emir Kuwaits                           | Posten verlassen |
| ------------------------ | --------------------- | --- | ---------------------------- | -------------------------------------- | ---------------- |
| 27. Nov. 1971            | Berduk Olgaçay        | (* 1924 in Adana) 1942: Abitur Tarsus American College, Studium der Politikwissenschaft an der Universität Ankara, trat in den auswärtigen Dienst und wurde in Antwerpen, Oslo, London, Moskau, Mailand und Paris beschäftigt, 1971–1978: Botschafter in Kuwait-Stadt, 1. Okt. 1976 – 12. Juli 1978: Botschafter in Brasilia, 1. Dez. 1980 – 1. Juni 1984: Botschafter in Kairo, 3. Nov. 1984 – 25. Nov. 1986: Botschafter in Prag, 1988: Versetzung in den Ruhestand. | Nihat Erim                   | Sabah III.                             | 7. Juli 1978     |
| 5. Juli 1978             | Osman Faruk Loğoğlu   | (* 15. Oktober 1941 in Ankara) 1968–1973: Generalkonsul in Hamburg, 1976–1978: Geschäftsträger in Dhaka. 30. Januar 1981 bis 15. Oktober 1983: Generalkonsul in Deventer, 1993–1996: Botschafter in Kopenhagen, 1996–1998: Botschafter in Baku, 1998–2000: Ministerialrat der Abteilung multilaterale Politik, 2000–2001: Ministerialdirigent, 2001–2005: Botschafter in Washington, D.C. | Mustafa Bülent Ecevit        | Dschabir al-Ahmad al-Dschabir as-Sabah | 26. Jan. 1981    |
| 30. Jan. 1981            | Nurver Nureş          | 1983–1987: Botschafter in Tokio, 1988–1991: Botschafter in London. 27. September 1991: Botschafter in Mexiko-Stadt | Bülent Ulusu                 | Dschabir al-Ahmad al-Dschabir as-Sabah | 26. Sep. 1983    |
| 27. Sep. 1983            | Kaya Toperi           | (* 1933 in Ankara) 1950: Abitur Ankara College, 1955: Studium der Politikwissenschaft an der Universität Ankara, 1983–1986: Botschafter in Kuwait, 1986–1989: Botschafter in Ottawa, 1989–1992: Öffentlichkeitsarbeit des Premierministers, 1990–1993: Sprecher des Präsidenten, 1993: Botschafter in Bern, 1994–1996: Botschafter in Seoul, 1996: Versetzung in den Ruhestand, | Turgut Özal                  | Dschabir al-Ahmad al-Dschabir as-Sabah | 1. Dez. 1986     |
| 3. Dez. 1986             | Güner Öztek           | (* 1935 in Çankırı) 1955 Abitur: TED Ankara College Foundation Schools, 1959 Studium Politikwissenschaft Universität Ankara, 1986–1991: Botschafter in Kuwait-Stadt, Staatssekretär im Außenministerium, 1992 bis 1995: Staatssekretär im Außenministerium, 1995–1999: Botschafter in Brüssel. | Turgut Özal                  | Dschabir al-Ahmad al-Dschabir as-Sabah | 2. Dez. 1991     |
| 3. Dez. 1991             | Mehmet Nuri Ezen      | 1982–1986: Generalkonsul in Hamburg, 29. Juli 2002 – 24. Nov. 2004: Botschafter in Mexiko-Stadt | Ahmet Mesut Yılmaz           | Dschabir al-Ahmad al-Dschabir as-Sabah | 17. Sep. 1996    |
| 20. Sep. 1996            | Ahmet Ertay           | (* 1947) 1965: Abitur: TED Ankara College Foundation Schools, 1970: Studium der Politikwissenschaft Universität Ankara, 1996–2000: Botschafter in Kuwait-Stadt, 1996–2000: Ankara, 2000–2001 Aufsichtsratsmandat, 2001–2003: Ankara, 2003–2004: Gesandtschaftsrat, 2004–2009: ständiger Vertreter beim UN-Hauptquartier, 2012: Versetzung in den Ruhestand. | Necmettin Erbakan            | Dschabir al-Ahmad al-Dschabir as-Sabah | 7. Nov. 2000     |
| 17. Nov. 2000            | Çetiner Karahan       | 2010: Generalkonsul in Karlsruhe | Bülent Ecevit                | Dschabir al-Ahmad al-Dschabir as-Sabah | 19. Nov. 2004    |
| 23. Nov. 2004            | Şakir Fakılı          | (* 25. September 1953 in Istanbul) 1976: Studium der Politikwissenschaft an der Universität Ankara, 1977–1979: Handelsministerium, 1979: Eintritt in den Auswärtigen Dienst, 1992–1993: Konsul in Batumi, 1995–1999: Konsul in Nürnberg, 2001–2004: Leiter der Abteilung Bilaterale Verträge, 2009–2010: Botschafter in Nord-Nikosia, 2010–2013: Leiter der Abteilung Konsularisches, November 2013: Botschafter in Budapest. | Recep Tayyip Erdoğan         | Dschabir al-Ahmad al-Dschabir as-Sabah | 2. Feb. 2009     |
| 15. Juli 2009            | Mehmet Hilmi Dedeoğlu | (* 1957 in Istanbul; † 8. Dezember 2011 in Kuwait-Stadt) 1976: Abitur: TED Ankara College Foundation Schools, 1984: Studium der öffentlichen Verwaltung, Wirtschafts- und Verwaltungswissenschaft an der Boğaziçi Üniversitesi, 1986–1989: Planungsabteilung, 1989–1992: Gesandtschaftssekretär dritter/zweiter Klasse in Buenos Aires, 1992–1994: Gesandtschaftssekretär zweiter Klasse in Addis Abeba, 1996–2000: Gesandter in Madrid, 2000: Mission bei der OSZE, 2001: Leiter der Abteilung Information, 2002–2006: Generalkonsul in Jeddah, 2006: Leitung der Abteilung Konsularisches, 2007: Leitung der Abteilung bilaterale Verträge, 2009-8. Dezember 2011: Botschafter in Kuwait-Stadt.                                                                                       | Recep Tayyip Erdoğan         | Sabah al-Ahmad al-Dschabir as-Sabah    | 8. Dez. 2011     |
| 1. Mai 2012              | Ümit Yalçın           | | Recep Tayyip Erdoğan         | Sabah al-Ahmad al-Dschabir as-Sabah    | 16. Nov. 2012    |
| 27. Jan. 2013            | Salih Murat Tamer     | (* 1961 in Istanbul) 1978–1983: Abitur Thiel College in Greenville, Pennsylvania, 1985: Studium an der Boğaziçi Üniversitesi, 1987: Eintritt in den auswärtigen Dienst in der Abteilung NATO, 1988: Master in Internationale Beziehungen der Universität Istanbul, 1990: Attaché in Mexiko-Stadt, 1991: Gesandtschaftssekretär dritter Klasse in der Abteilung Nachrichten, 1994: Vizekonsul am Generalkonsulat in Düsseldorf, 1997: Gesandtschaftssekretär zweiter Klasse in Amman (Jordanien), 1999: Gesandtschaftssekretär zweiter Klasse in der Abteilung Naher Osten, 2001: Gesandtschaftsrat in Lissabon, 2005: Abteilungsleiter in der Protokollabteilung, 2007: Generalkonsul in Odessa, 2011: Stellvertreter des Zeremonienmeisters, Januar 2013: Botschafter in Kuwait-Stadt. | Recep Tayyip Erdoğan         | Sabah al-Ahmad al-Dschabir as-Sabah    |                  |